# 内田常雄
内田 常雄（うちだ つねお、1907年〈明治40年〉6月30日 - 1977年〈昭和52年〉12月29日）は、日本の政治家。厚生大臣（第47代）、経済企画庁長官（第24代）、衆議院議員（9期）。

## 来歴・人物
旧制松本高等学校文科甲類、東京帝国大学経済学部卒。1930年、大蔵省入省。入省同期に河野一之（大蔵事務次官）、渡辺武（財務官）ら。管財局属。
戦後、経済安定本部財政金融局長、大蔵省管財局長などを経て、1952年に山梨全県区から衆院選に立候補し初当選。自民党内派閥は宏池会（池田勇人→前尾繁三郎→大平正芳派）に所属。1970年1月、第3次佐藤内閣の厚生大臣として初入閣。第2次田中角栄第1次改造内閣で経済企画庁長官をつとめる。
1976年9月、党内抗争「三木おろし」の最中、党役員改選で政務調査会長に内定するが、幹事長候補に提示された松野頼三が反主流派の猛反発を招き、内田が横滑りで幹事長に就任する。内田は党務のキャリアが乏しく、幹事長ポストへの指名は予想外のものであった。しかも幹事長となれば執行部の代表として自ら属する反主流派の大平派との対立を余儀なくされかねなかったため、就任に対して強く難色を示した。結局説得により引き受けることになったが、就任記者会見で「道を歩いていたら、マンホールに落ちたような気分だ」と思わず心境を吐露し、「マンホール幹事長」と揶揄された。
幹事長となった内田は党の分裂を避けるべく、幹事長でありながら三木の円満退陣を模索、事務局と党則や議員総会規則などの研究を行った。結局、次期総選挙後の話し合いによる新総裁選出という方針で党内をまとめた。12月の第34回衆議院議員総選挙（ロッキード選挙）を幹事長として仕切ったが分裂選挙に苦しみ議席を減らしたため三木は退陣、ともに執行部から退いた。最終的に、自民党の分裂という事態は回避された。この選挙で同じ山梨全県区から自民党無派閥で立候補し初当選した堀内光雄（後に宏池会会長）が、内田の死後に宏池会入りして派閥の地盤を継承している。
議員在職中の1977年12月29日、死去した。70歳没。翌1978年1月13日、特旨を以て位を五級追陞され、死没日付をもって従五位から正三位勲一等に叙され、旭日大綬章を追贈された。追悼演説は翌1978年2月9日、衆議院本会議で同じ山梨全県区選出の鈴木強（日本社会党）により行われた。なお、生前にも勲一等旭日大綬章の叙勲を内示されていたが「今日の自分があるのは後援者の方々のおかげであり、私一人が授与されても、一つの勲章では後援者の人々と分かつことができない」と断っていたという。

## 経歴
- 1970年1月 - 厚生大臣（第3次佐藤栄作内閣）
- 1973年11月 - 経済企画庁長官（第2次田中角栄内閣）
- 1976年9月 - 自民党幹事長

## 伝記
- 追悼文集編集委員会 編『回想 内田常雄』内田越乃 如山会事務局 1978年